# Kujawien

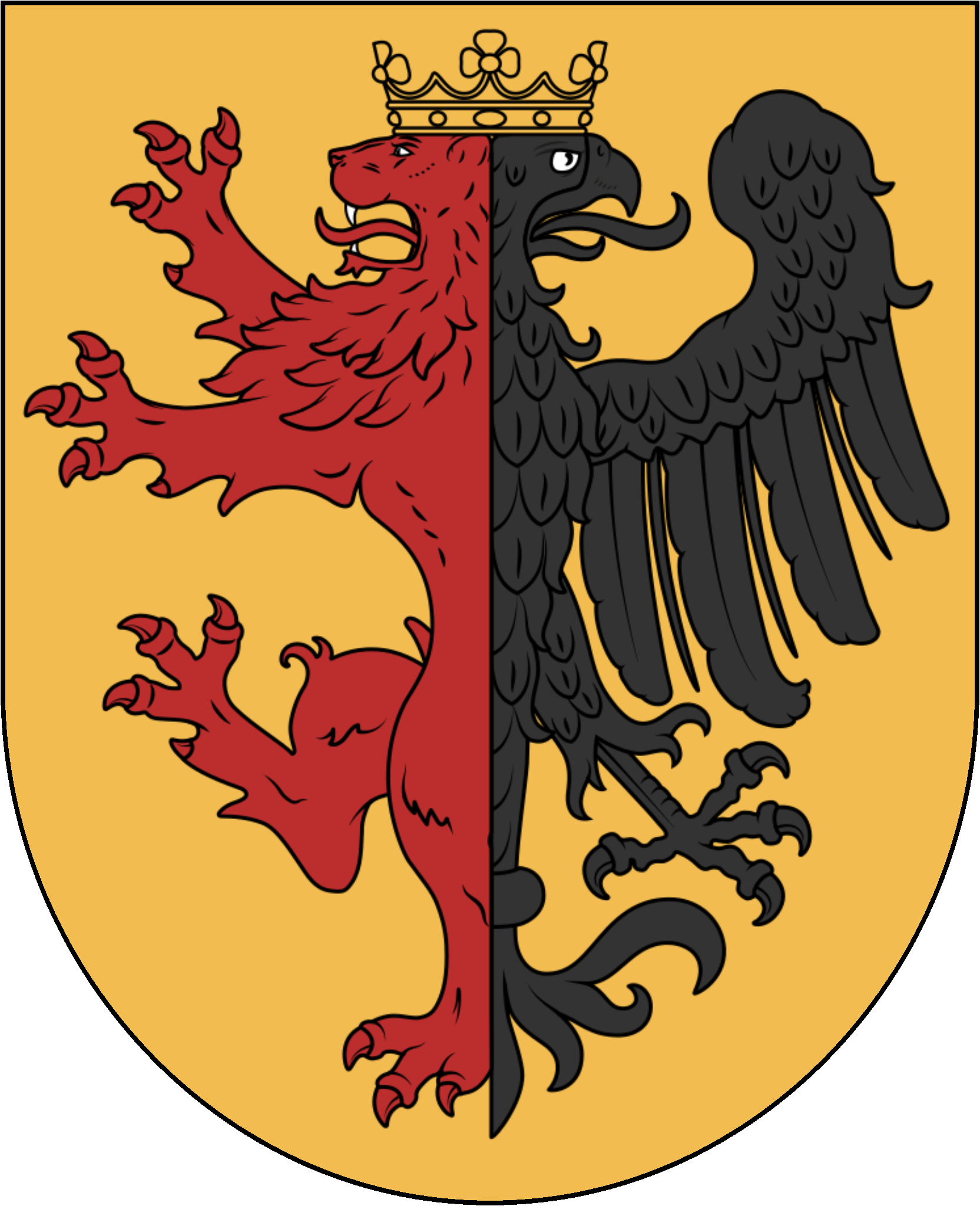
Wappen Kujawiens

Kujawien (polnisch Kujawy) ist ein im nördlich-zentralen Polen westlich der Weichsel bis an den Oberlauf der Netze gelegener Landstrich in der Woiwodschaft Kujawien-Pommern. 

## Geografische Lage
Die historische Landschaft Kujawien liegt am Südwestufer der Weichsel wenige Kilometer flussabwärts von Bydgoszcz-Fordon und erstreckt sich flussaufwärts etwa die Hälfte der Strecke bis Warschau bis an die Linke Skrwa. Auf dem rechten Ufer der Weichsel erstreckt sich hier westlich der Drewenz und weiter flussabwärts bis an die Osa das historische Kulmerland. Die Südwestgrenze Kujawiens (gegen Großpolen) wird teilweise von der Netze (Noteć) gebildet, teilweise verläuft sie etwas westlich dieses Flusses. Nördlich von Bydgoszcz grenzt Kujawien an Pomerellen, also an den auf Danzig und Tczew (Dirschau) ausgerichteten Osten Pommerns. Historische Nachbargebiete Kujawiens im Osten waren neben Masowien das kleine Dobriner Land nördlich der Weichsel zwischen Rechter Skrwa und Drwęca (Drewenz) sowie die Ziemia łęczycka (Łęczycker Land) in Zentralpolen.

## Geschichte

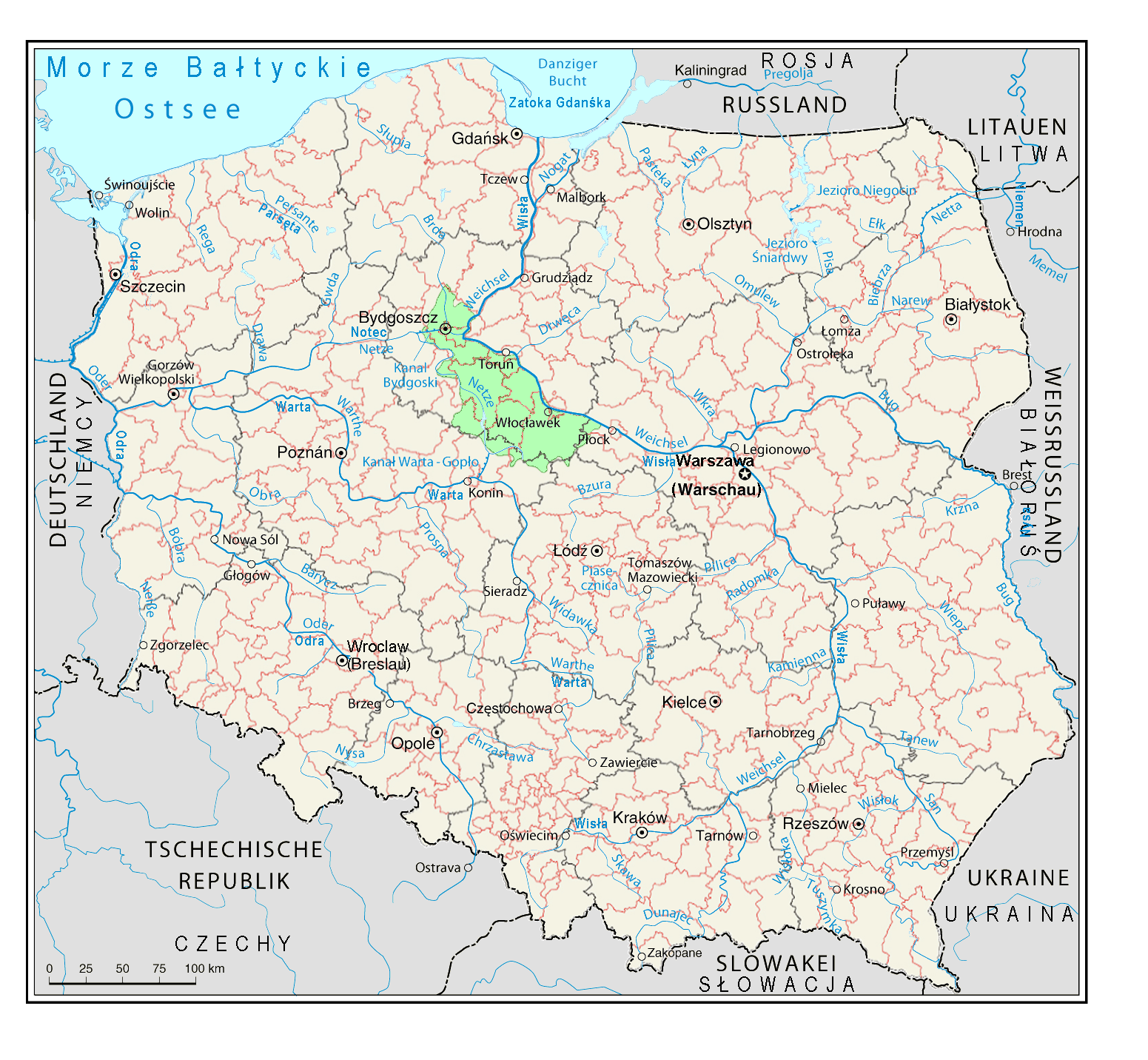
Lage der Region Kujawien

Fruchtbarer Boden und zahlreiche Salzquellen begünstigten frühgeschichtliche Ansiedlungen im seit ca. 1136 so benannten Kujawien. Ursprünglich wurde das Gebiet um den Goplosee durch die Goplanen geprägt, einem masowischen Stamm, mit Hauptzentren in Gnesen (Gniezno) und Kruszwica. Im 11. Jahrhundert wurde das Gebiet von den Polanen erobert. Laut Andrzej Bańkowski siedelten diese im heutigen Großpolen, nachdem sie mit den Mährern von den Awaren aus ihrem alten Siedlungsgebiet in Pannonien vertrieben worden waren. Laut einigen Angaben wurden die Polanen bei ihrer Bekriegung der Goplanen von der Armee des Mährischen Großreichs unterstützt. Die von den Polanen beherrschten Goplanen wurden stark von der pannonischen Kultur beeinflusst und verloren ihren eigentlichen masowischen Charakter.
Die erste bezeugte Erwähnung Kujawiens findet sich 1136 in der Bulle Ex commisso nobis durch Papst Innozenz II. unter Anerkennung des von Magdeburg unabhängigen Erzbistums Gnesen.
Von 1233 bis 1306 bildete Kujawien ein selbständiges Herzogtum mit der Hauptstadt Inowrocław. Im frühen Mittelalter wurde Kruszwica als wichtigste Stadt angesehen. Im 13. Jahrhundert gab es hier neun Stadtgemeinden. Im Jahr 1332 wurde Kujawien vom Deutschen Ritterorden besetzt. Im Juli 1343 erhielt der polnische König Kasimir der Große vom Deutschen Orden im Frieden von Kalisch Kujawien zurück und darüber hinaus auch das Dobriner Land; im Gegenzug versprach er, in Zukunft keine Ansprüche mehr auf Pommerellen, das Kulmerland und das Michelauer Land zu erheben. Am 23. Juli 1343 wurden im Dorf Wierzbiczany in der Nähe von Inowrocław (Hohensalza) die Friedensurkunden gegenseitig ausgetauscht.
Im 17. Jahrhundert ließen sich mennonitische Siedler aus  Holland und Friesland in Kujawien nieder; sie gründeten zahlreiche Dörfer in traditionell angelehnter Bauweise. Einige Gebäude sind bis heute erhalten geblieben. Sie bildeten selbständige Dorfgemeinden, die sich durch für die damalige Zeit hochentwickelte landwirtschaftliche Fertigkeiten auszeichneten. Besondere Kenntnisse besaßen sie in der Bewässerung ihrer Felder durch Kanäle, wodurch vor allem Öd- und Brachland urbar gemacht werden konnte.
Infolge der ersten Teilung Polens 1772 wurde ein Teil Kujawiens von Preußen annektiert. 1815 wurde die Teilung Kujawiens auf dem Wiener Kongress konstitutionell bestätigt. Der Norden wurde Preußen und der Südteil Russland angegliedert. Seit 1919, nach Ende des Ersten Weltkrieges, gehörte Kujawien wieder ganz zu Polen.

## Städte

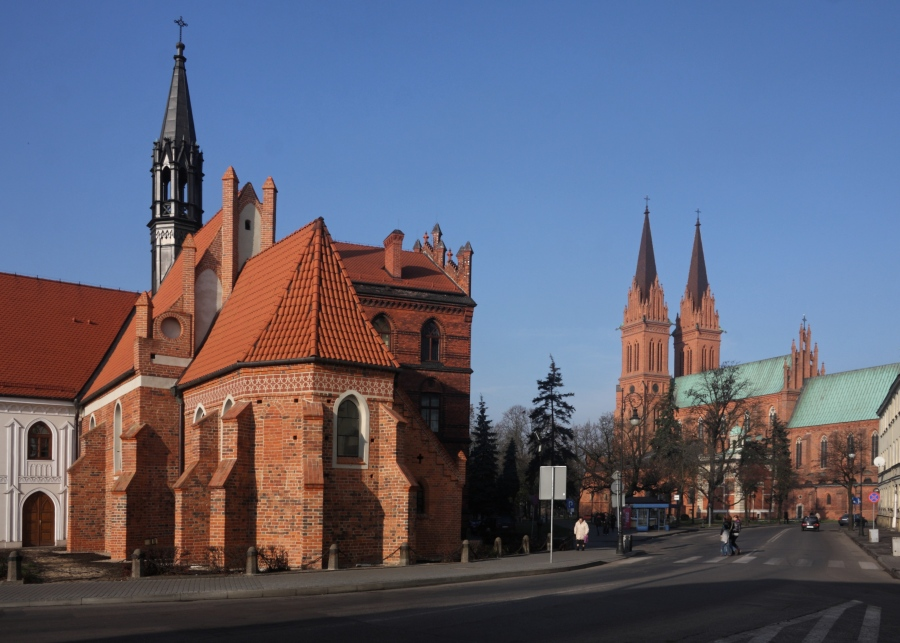
St.-Witali-Kirche (vorne) und Mariä-Himmelfahrts-Kathedrale in Włocławek

Die wichtigsten Städte sind die Bischofsstadt Włocławek im Osten und Bydgoszcz (Bromberg) im Norden. Brześć Kujawski (Kujawisch Brest) liegt südwestlich von Włocławek. An der Netze liegen Sompolno oberhalb des Goplosees und unterhalb Kruszwica, Ort mehrerer historischer Ereignisse, sowie Inowrocław. Westlich des Flusses gehört noch Strzelno dazu. Auf dem Boden Kujawiens ließ Władysław II. Jagiełło 1432 am Ufer der Weichsel schräg gegenüber dem 200 Jahre zuvor vom Deutschen Orden gegründeten Thorn (Toruń) als Grenzposten die Burg Dybów errichten. Mit dem Zweiten Thorner Frieden verlor sie 1466 ihre Grenzfunktion. Seit 1512 gehört sie zu Thorn. Solec Kujawski liegt an der Weichsel zwischen Toruń und Fordon.

## Land und Leute
Die Landschaft ist flach bis gewellt und landwirtschaftlich geprägt.
Der Dialekt der Kujawier ist eine großpolnische Mundart mit pomerellischen Einflüssen. Auch assimilierte Holländer haben ihre Spuren in Kultur und Sprache hinterlassen.